# 구스타보 포예트
구스타보 아우구스토 포예트 도밍게스(스페인어: Gustavo Augusto Poyet Domínguez ˈpoʝet[*], 1967년 11월 15일 ~ )는 우루과이의 전직 축구 선수이자 현 축구 지도자로 현역 시절 미드필더로 활약했으며 현재 대한민국 K리그1 전북 현대 모터스의 사령탑을 맡고 있다.
포예트는 미드필더로 그르노블과 리버 플레이트에서 잠깐 활동하면서 축구를 시작하였다. 그는 레알 사라고사에서 7년을 보내며 코파 델 레이와 UEFA 컵위너스컵을 우승하였다. 1997년, 포예트는 첼시로 자유이적하였고, 팀이 2000년에 FA컵을, 1998년에 UEFA 컵위너스컵을 우승하도록 도왔다. 2001년, 그는 토트넘 홋스퍼로 이적하였고, 그는 이곳에서 은퇴하였다. 그는 1995년 코파 아메리카를 우승한 우루과이 국가대표팀의 일원이기도 하였다.
은퇴 후, 포예트는 감독직을 시작하였다. 그는 스윈던 타운과 리즈 유나이티드에서 데니스 와이즈의 수석코치를 맡았었고, 토트넘 홋스퍼에서는 후안데 라모스의 수석코치를 맡았었다. 2009년 11월, 포예트는 브라이턴 앤 호브 앨비언의 감독을 맡았고, 그 시즌에 풋볼 리그 1 우승을 거두며 승격되었고, 그 공로로 LMA에 의해 풋볼 리그 1 올해의 감독으로 선정되었다. 2013년, 그는 선덜랜드 사령탑으로 임명되었다. 그러나 부진한 성적으로 강등위기에 놓이자 2015년 3월 16일 선덜랜드는 그를 경질하게 된다. 후임에는 딕 아드보카트 감독이 들어오게 된다.

## 클럽 경력
우루과이 몬테비데오 출신으로, 그는 골잡이 미드필더였으며, 그르노블과 리버 플레이트를 거치며 프로로써 시작하였다. 1990년, 포예트는 레알 사라고사로 이적하였고, 1994년에 코파 델 레이를 우승하였고, 1년 뒤에는 아스널을 결승에서 꺾고 UEFA 컵위너스컵을 우승하였다. 그는 240경기 출전 60골을 기록하면서 사라고사 역사상 최장 기간 활약한 외국인 선수가 되었다.
1997년 6월, 포예트는 첼시로 자유 이적하였다. 런던 클럽에서의 첫 시즌이 시작된 지 얼마 지나지 않아, 그는 십자인대 부상을 당하였으나, 복귀하여 팀이 컵위너스컵 결승전에서 슈투트가르트를 꺾고 우승할 수 있도록 하였다. 이듬해, 그는 리즈 유나이티드전 1-0 결승골을 비롯하여 14골을 득점하며 팀내 득점 2위에 올랐고, 첼시는 이 시즌의 프리미어리그를 3위로 마감하였다. 그는 레알 마드리드와의 UEFA 슈퍼컵 경기에서도 결승골을 득점하기도 하였다. 1999-2000 시즌에, 그는 선덜랜드전 시저스 발리슛 골, 라치오전 장거리 슈팅골, 그리고 뉴캐슬 유나이티드와의 FA컵 준결승전 멀티골을 포함하여 18골을 득점 (첼시 팀내 득점 2위) 을 올렸고, 팀은 FA컵 우승을 거두고 UEFA 챔피언스리그 8강에 진출하였다.
2000년 9월, 클라우디오 라니에리 신임 감독의 부임과 함께, 첼시는 리빌딩에 들어가게 되었다. 라니에리가 스쿼드 평균 연령을 줄이려 하였기 때문에, 포예트는 잉여전력으로 전락하였고, 이적을 요청하였다.
포예트는 첼시 소속으로 145경기에 출전하여 49골을 득점하였다.
2001년 5월, 포예트는 토트넘 홋스퍼로 £2.2M의 가격에 이적하였다. 그는 스퍼스 데뷔 시즌에 14골을 득점하였고, 팀의 리그컵 결승전 진출을 도왔으나, 블랙번 로버스와의 결승전에서 1-2로 패하였다. 그는 토트넘에서 잦은 부상을 당하였는데, 2002년 8월에 그는 또다시 십자인대 부상을 당하였다. 그러나, 그는 98경기에 출전하여 23골을 득점하는데 성공하였다.

## 국가대표팀 경력
포예트는 전 우루과이 국가대표로, 1993년 7월 13일, 1-2로 패한 페루와의 친선경기에서 국가대표팀 경기에 처음 출전하였다. 경기에 67분 출전 후, 그는 카를로스 아길레라와 교체되어 나갔다.
1995년, 포예트는 조국의 코파 아메리카 우승을 도왔다. 그에 따라서, 그는 자신의 포지션에서 최고 선수로 선정되었다.
그는 23번의 국가대표팀 경기에 출전하여 3골을 집어넣었다.